# Françoise Prévost (actrice)
Pour les articles homonymes, voir Françoise Prévost et Prévost.
Françoise Prévost est une actrice française, née le 13 janvier 1929 à Paris, où elle est morte le 30 novembre 1997.

## Biographie
Françoise Denise Prévost naît en 1929 à Paris. Son père, Jean Prévost, est écrivain, auteur entre autres des Frères Bouquinquant. Résistant, il est tué dans le maquis du Vercors en 1944. Sa mère, Marcelle Auclair, est cofondatrice du magazine Elle avec Hélène Lazareff.
Françoise Prévost débute au théâtre : elle y joue les classiques du répertoire et des pièces contemporaines. Ses débuts au cinéma sont discrets jusqu'à l'arrivée de la Nouvelle Vague. Elle fait partie des égéries de Pierre Kast qui la fait jouer dans Le Bel Âge, La Morte-Saison des amours et Vacances portugaises.
Atteinte, au début des années 1970, d'un cancer du sein, elle écrit Ma vie en plus, dont Yannick Bellon tire, en collaboration avec elle, le scénario de L'Amour nu en 1981. Elle meurt à Paris en novembre 1997 des suites de sa maladie.
Elle est inhumée dans le village de Poggio-d'Oletta, en Haute-Corse.

## Théâtre

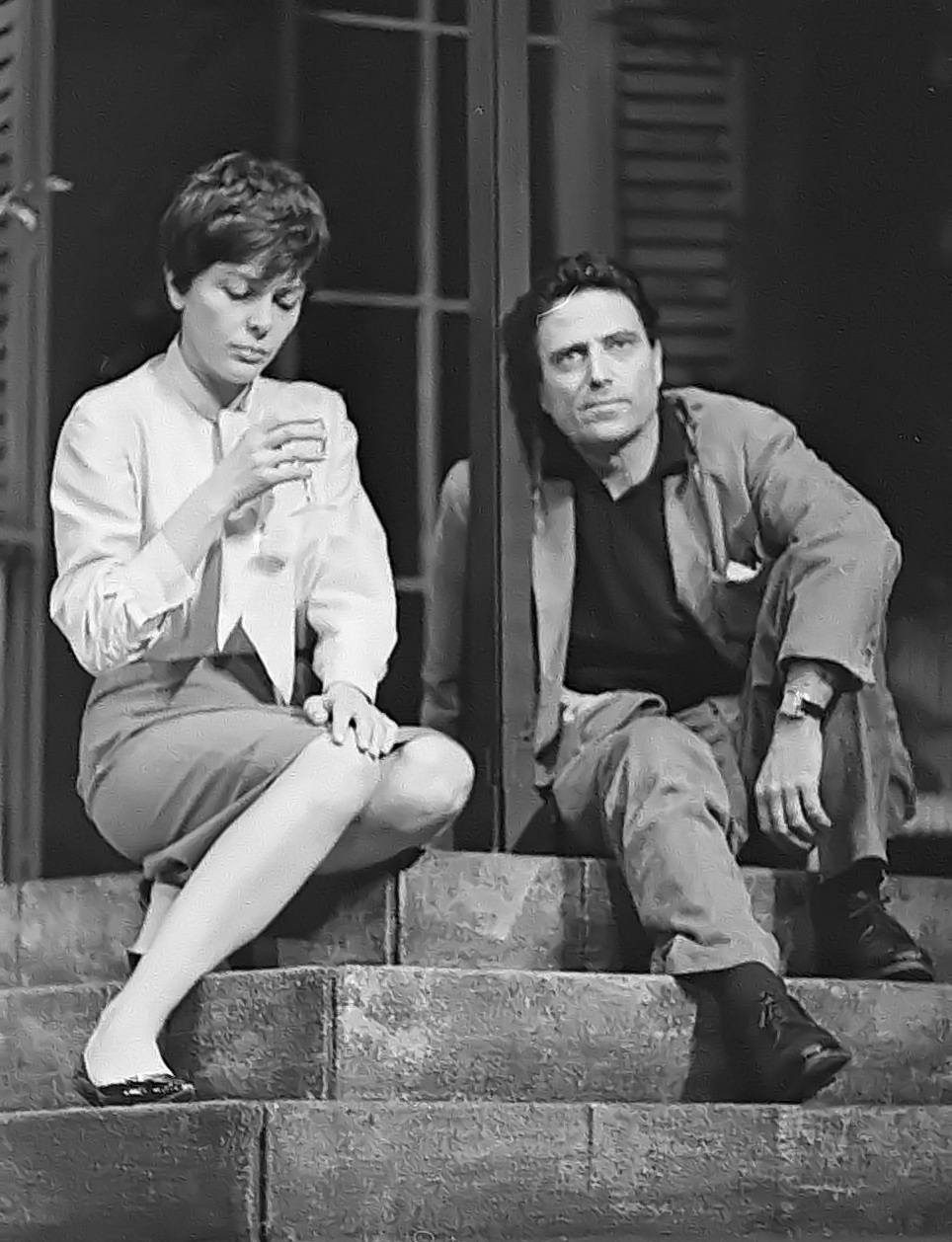
Françoise Prévost et Raf Vallone, dans l'adaptation par Raf Vallone du roman Le Repos du guerrier de Christiane Rochefort, mise en scène de Jean Mercure, théâtre de Paris, novembre 1961.

- 1961 : Le Repos du guerrier de Christiane Rochefort, mise en scène Jean Mercure, théâtre de Paris

## Filmographie

### Cinéma
- 1949 : Jean de la Lune de Marcel Achard
- 1951 : Clara de Montargis de Henri Decoin
- 1951 : Les miracles n'ont lieu qu'une fois d’Yves Allégret
- 1951 : Les Mousquetaires du roi de Marcel Aboulker et Michel Ferry (film inachevé)
- 1952 : Nez de cuir de Yves Allégret : une jeune invitée
- 1953 : Virgile de Carlo Rim : Mimi la rouquine
- 1953 : Les Trois Mousquetaires de André Hunebelle : Ketty
- 1958 : Cette nuit-là de Maurice Cazeneuve : la secrétaire
- 1958 : Le Second Souffle de Yannick Bellon (court métrage)
- 1959 : Merci Natercia de Pierre Kast (inédit)
- 1960 : Le Général ennemi (The Enemy General) de George Sherman : Nicole
- 1960 : Le Bel Âge de Pierre Kast : Françoise
- 1960 : Les Gangsters (Payroll) de Sidney Hayers : Katie Pearson
- 1960 : Comment qu'elle est ? de Bernard Borderie : Isabelle
- 1961 : La Récréation de François Moreuil : Anne de Limeuil
- 1961 : La Morte-Saison des amours de Pierre Kast : Françoise
- 1961 : La Fille aux yeux d'or de Jean-Gabriel Albicocco : Éléonore San Real
- 1961 : Les Grandes Personnes de Jean Valère : Gladys
- 1961 : Le Jeu de la vérité de Robert Hossein : Guylaine de Fleury
- 1961 : Paris nous appartient de Jacques Rivette : Terry Yordan
- 1961 : Par-dessus le mur de Jean-Paul Le Chanois : une mère
- 1962 : Le Signe du lion de Éric Rohmer : Hélène
- 1962 : Le Procès de Vérone de Carlo Lizzani : Frau Beetz
- 1962 : Il mare de Giuseppe Patroni Griffi
- 1962 : Les Années rugissantes ou La Belle Époque de Luigi Zampa : la fille du médecin
- 1962 : Bon voyage ! de James Neilson : la fille
- 1962 : L'Irrésistible Célibataire de Franz Peter Wirth
- 1962 : Les Séquestrés d'Altona de Vittorio De Sica : Leni von Gerlach
- 1963 : Vacances portugaises de Pierre Kast : Françoise
- 1963 : Amour sans lendemain (Un tentativo sentimentale) de Pasquale Festa Campanile et Massimo Franciosa : Carla
- 1963 : Ein Mann im schönsten Alter de Franz Peter Wirth : Lucy
- 1965 : La Cage de verre de Philippe Arthuys
- 1965 : Les Nuits de l'épouvante (La lama nel corpo) d'Elio Scardamaglia : Gisèle de Brantome
- 1966 : Via Macao de Jean Leduc : Colette
- 1966 : Galia de Georges Lautner : Nicole
- 1966 : Maigret fait mouche d'Alfred Weidenmann : Simone Lefebvre
- 1967 : L'Une et l'Autre de René Allio : Simone
- 1967 : Pronto... c'è una certa Giuliana per te de Massimo Franciosa : la mère Paolo
- 1968 : Histoires extraordinaires, sketch Metzengerstein de Roger Vadim : l’amie de la comtesse
- 1968 : Les Russes ne boiront pas de Coca-Cola (Italian Secret Service) de Luigi Comencini : Elvira Spallanzani
- 1968 : Django porte sa croix d'Enzo Castellari : Gertry
- 1968 : Femme à quinze ans (de) (Häschen in der Grube) de Roger Fritz : Francine
- 1969 : La Limite du péché (Quarta parete) de Adriano Bolzoni : Cristiana
- 1969 : Pourquoi pas avec toi (Brucia ragazzo, brucia) de Fernando Di Leo : Clara Frisotti
- 1969 : Sirocco d'hiver de Miklós Jancsó
- 1970 : Un caso di coscienza de Gianni Grimaldi (it) : Sandra Solfi
- 1970 : L'Explosion de Marc Simenon : Charlotte
- 1970 : Mont-Dragon de Jean Valère : la comtesse Germaine de Boismenil
- 1970 : La donna a una dimensione de Bruno Baratti : Paola
- 1970 : Un joli corps qu'il faut tuer (Il tuo dolce corpo da uccidere) d'Alfonso Brescia : Diana Ardington
- 1970 : La Jeunesse du massacre (Il ragazzi del massacro) de Fernando Di Leo
- 1970 : Le belve (it) de Giovanni Grimaldi : Clara Borsetti
- 1971 : La Saignée de Claude Mulot : la mère
- 1971 : Le PDG a des ratés (La prima notte del dottore Danieli) de Giovanni Grimaldi : Virginia
- 1971 : Les Obsessions sexuelles d'un veuf (Le inibizione del dottore Gaudenzi) de Giovanni Grimaldi : Laura Gaudenzi
- 1973 : Quand l'amour devient sensualité (Quando l'amore è sensualità) de Vittorio De Sisti : Giulia Sanfelice
- 1973 : Le scomunicate di San Valentino de Sergio Grieco : l'abbesse
- 1973 : Les Anges de Jean Desvilles : Anne
- 1974 : Preuves d'amour (La prova d'amore) de Tiziano Longo : Angela
- 1975 : Mala, amore e morte (it) de Tiziano Longo : Adalgisa Belli
- 1975 : Mais où sont passées les jeunes filles en fleurs ? de Jean Desvilles : Mme de Saintange
- 1975 : Le Téléphone rose d'Édouard Molinaro : Françoise Castejac
- 1975 : Bacchanales infernales (Un urlo dalle tenebre) d'Angelo Pannacciò : Barbara
- 1977 : L'Amour en herbe de Roger Andrieux : la mère de Martine
- 1980 : Le Soleil en face de Pierre Kast : Jeanne
- 1981 : Merry-Go-Round de Jacques Rivette : Renée Novick
- 1982 : La Côte d'amour de Charlotte Dubreuil : Jacqueline

### Télévision
- 1954 : Foreign Intrigue (série) : Janine
- 1959 et 1961 : La caméra explore le temps (série) : Tarakanova / la baronne
- 1961 : La Reine Margot de René Lucot (téléfilm) : Marguerite de Navarre
- 1962 : L'inspecteur Leclerc enquête d'André Michel (série) : Jacqueline Lyner
- 1967 : L'espace d'une nuit (téléfilm) : Laura
- 1969 : Opération vol (It Takes a Thief) (Série TV) : la marquise
- 1972 : Pas de frontières pour l'inspecteur : Le Milieu n'est pas tendre de Peter Zadek (téléfilm) : Arlette Van der Valk
- 1973 : Le Violon de Vincent (téléfilm) : la jolie infirmière
- 1973 : Pas de frontières pour l'inspecteur : Discrétion absolue (de) de Wolfgang Petersen (téléfilm) : Arlette Van der Valk
- 1975 : Pas de frontières pour l'inspecteur : Le Bouc émissaire de Marcel Cravenne (Téléfilm) : Arlette Van der Valk
- 1979 : Miss (Série TV) : Mireille
- 1985 : Vive la mariée (Téléfilm) : Toisette

## Publications
- Ma vie en plus, Stock, 1975
- Mémoires à deux voix, écrit avec Marcelle Auclair, Éditions du Seuil, 1978
- L'Amour nu, Stock , 1982
- Les Nuages de septembre, Stock, 1985
- Françoise Prévost, 150 recettes pour cuisinières nulles.

## Discographie
- 1957 : Chansons populaires françaises, Judson Records (États-Unis) L 3008